# Rape
Rape je priimek več znanih Slovencev:
- Andrej Rape (1872—1940), šolnik in mladinski pisatelj
- Stanko (Stane) Rape (1898—1969), pedagog, politik, športni pilot, organizator letalstva, filmski delavec
- Vlado Rape, šolnik, prevajalec mladinske književnosti